# Statik
Statik (græsk statike; "afvejning", heraf også statikos = "bragt i stilstand" ) (også kaldet ligevægtslære) er den del af den mekaniske fysik, der handler om kræfter og kraftsystemer, der holder legemer i ligevægt. Et legeme er i ligevægt, når det er i ro eller når det bevæger sig med en konstant hastighed og i uændret retning – så er resultantkraften, der påvirker legemet lig nul. Den lære, der omhandler legemer i bevægelse behandles i dynamikken.
Statik bruges i bygningskonstruktion og brobyggeri til beregninger af faste og ubevægelige mekanismer. I nyere tid har statik været brugt til forklaring af træers grenbygning, stabilitet m.m.